# 茅祖權

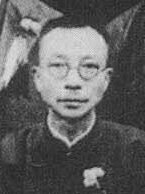
1924年時的茅祖權

茅祖權（1883年—1952年）别号咏薰，江苏省海门县人。中华民国政治人物。

## 生平
清朝光绪九年（1883年）出生。早年留学日本，后来加入中国同盟会。1913年，中华民国第一届国会成立时，出任众议院议员。1916年，国会第一次恢复时，仍然任众议院议员。1917年，任护法国会众议院议员。1922年，国会第二次恢复时，仍任众议院议员。
1924年1月，在中国国民党第一次全国代表大会上，当选为候补中央执行委员。1924年1月，任中国国民党中央调查部部长。1927年11月到1928年11月，任江苏省政府委员兼江苏省民政厅厅长。1930年9月，任中国国民党中央党部扩大会议约法起草委员会委员。1932年4月到1933年7月，任中央公务员惩戒委员会委员。
1933年6月，任南京国民政府行政法院院长，1943年2月辞免，1947年再任。1933年8月，任行政法院庭长。1933年8月到1941年5月，任行政法院评事。1943年2月任国民政府司法院秘书长。1948年5月，中华民国总统府成立后，任总统府国策顾问等职。
1950年，在上海遭人民政府逮捕。1952年，在狱中病逝，享年69岁。